# 三輪正弘
三輪 正弘（みわ まさひろ、1925年2月7日 - 2013年7月7日）は、日本の建築家、インテリアデザイナー。

## 略歴
東京市（現中野区東中野）出身。父は弁護士・政治家の三輪寿壮、弟は医学者の三輪史朗。1949年東京工業大学建築学科卒。『新建築』の編集、建築綜合研究所（現アール・アイ・エー）を経て、1971年三輪環造形研究所を設立し所長（のち三輪環境計画と改称）。1971年東京造形大学教授、1977年武蔵野美術大学教授、1995年名誉教授。日本インテリアデザイナー協会会長。一級建築士。1985年『インテリアデザインとは何か』で日本図書館協会特定賞受賞。「にんべん本店ビル」「貝類博物館」「軽井沢町立博物館」など。

## 著書
- 『これからの住まいとインテリア NHKくらしのデザイン』日本放送出版協会 1973
- 『書斎を持つ法』ごま書房 ゴマブックス 1979
- 『インテリアデザインとは何か』鹿島出版会 SD選書 1985
- 『環境デザインの思想』鹿島出版会 SD選書 1991
- 『マルチ書斎術 携帯用パソコンから一畳書斎まで』ごま書房 ゴマブックス 1996

### 共著・編著
- 『新しい住宅 生活と設計』植田一豊,近藤正一共著 社会思想研究会出版部 現代教養文庫 1962
- 『住宅設計の実際』共著 主婦の友社 1970
- 『建築術 第2巻 空間をとらえる』共著 彰国社 1972
- 『やっぱり書斎がほしい 知的創造空間の設計』西村俊一共著 講談社 1992
- 『近代を耕した明治の起業家・雨宮敬次郎』編 信毎書籍出版センター 2003

### 翻訳
- ダイアナ・ロウントリー『インテリアデザイン入門』彰国社 1967